# Hank Luisetti

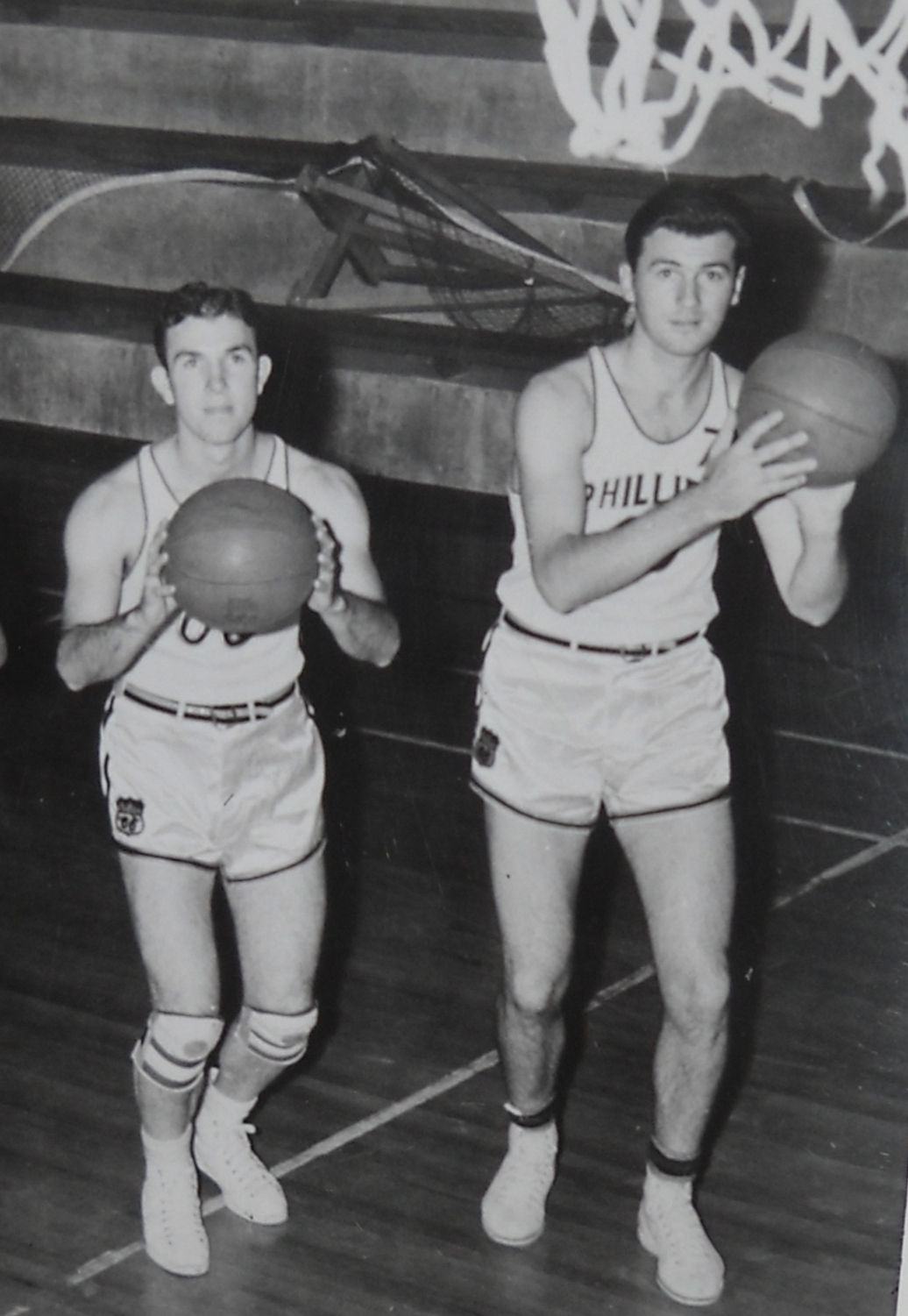
Hank Luisetti (rechts) und Jimmy McNatt

Angelo „Hank“ Luisetti (* 16. Juni 1916 in San Francisco, Kalifornien; † 17. Dezember 2002 in San Mateo, Kalifornien) war ein US-amerikanischer Basketballspieler. Er war eine der Schlüsselfiguren bei der Entwicklung des einhändigen Sprungwurfs, eines wichtigen Bestandteils des modernen Basketballs. Luisetti spielte in den 1930er und 1940er Jahren und zählt zu den besten Spielern der Vor-NBA-Ära. Er war 1,90 m groß und spielte auf der Position des Forward.
Mit seiner neuartigen Wurftechnik dominierte Luisetti den College-Basketball in den späten 30ern. Dank Luisetti besiegte sein Team, Stanford Cardinal, die 47 Spiele lang ungeschlagene Long Island University von Trainer Clair Bee. Am 1. Januar 1938 warf er als erster Spieler in der Geschichte der National Collegiate Athletic Association (NCAA) in einem Spiel 50 Punkte. Bei einer Wahl unter Journalisten zum besten Spieler der ersten Hälfte des 20. Jahrhunderts belegte Luisetti Platz zwei hinter George Mikan.
1959 wurde Luisetti für seine Karriereleistung in die Naismith Memorial Basketball Hall of Fame aufgenommen.